# Балка Дубова (притока Вовчої)

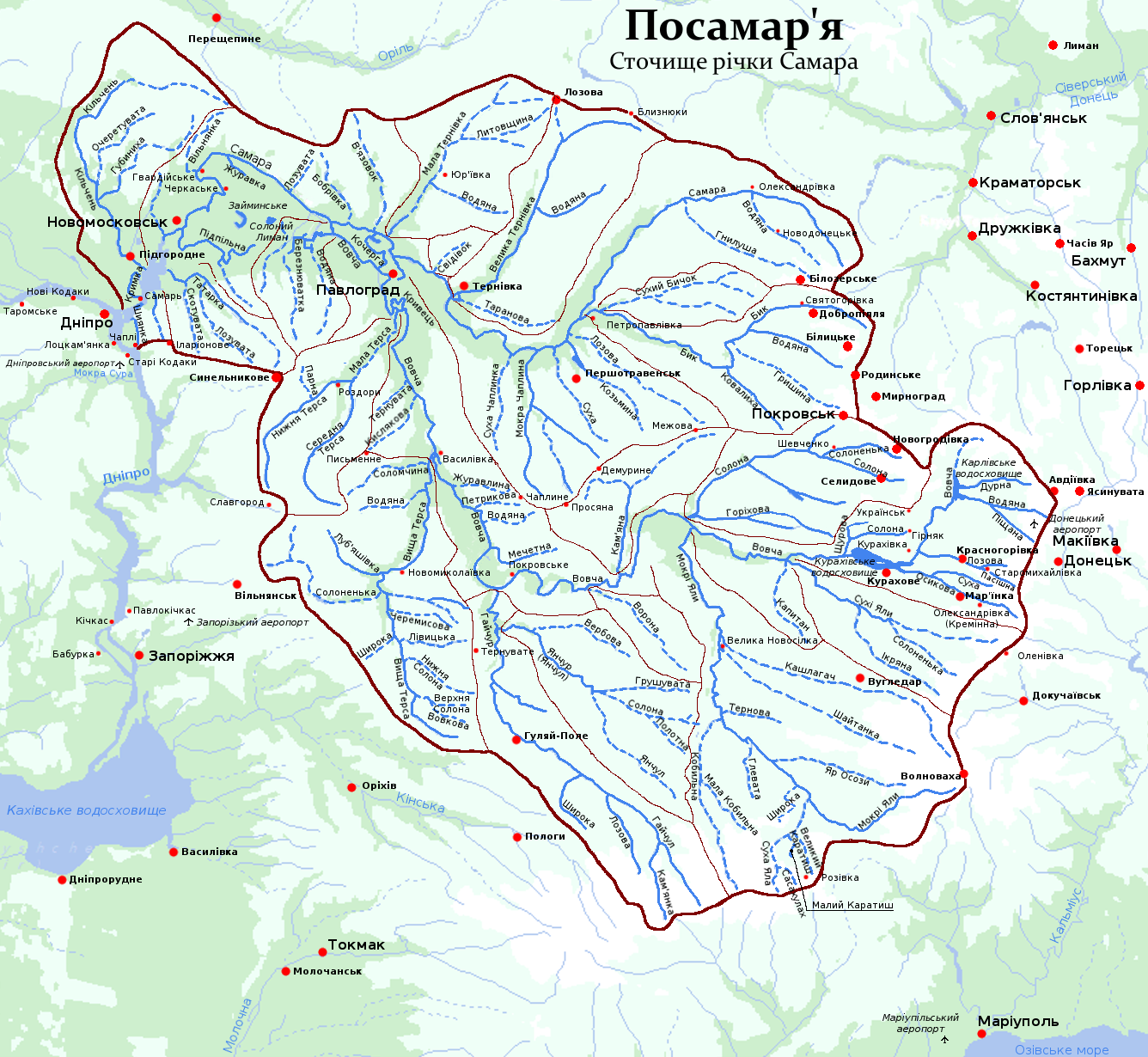

Балка Дубова (рос. Ов. Дубовый) — балка (річка) в Україні у Синельниківському й Павлоградському районах Дніпропетровської області. Ліва притока річки Вовчої (басейн Дніпра).

## Опис
Довжина балки приблизно 17,41 км, найкоротша відстань між витоком і гирлом — 15,71 км, коефіцієнт звивистості річки — 1,11. Формується багатьма балками та загатами. На деяких ділянках балка пересихає.

## Розташування
Бере початок на південно-західній околиці села Зайцеве. Тече переважно на північний схід через село Малоолександрівку і впадає в річку Вовчу, ліву притоку річки Самари.
Населені пункти вздовж берегової смуги: Очеретувате, Красне.

## Цікаві факти
- У селі Малоолександрівка балку перетинає автошлях Т 0408[2] (автомобільний шлях територіального значення у Дніпропетровській та Запорізькій областях. Пролягає територією Павлоградського, Васильківського, Новомиколаївського, Оріхівського та Токмацького районів через Павлоград — Васильківку — Новомиколаївку — Оріхів — Токмак. Загальна довжина — 146,2 км.).
- У XX столітті на балці існували газгольдери та газові свердловини[3].